# Альбіон (Оклахома)
Альбіон (англ. Albion) — місто (англ. town) в США, в окрузі Пушматага штату Оклахома. Населення — 58 осіб (2020).

## Географія
Альбіон розташований за координатами 34°39′44″ пн. ш. 95°5′58″ зх. д. / 34.66222° пн. ш. 95.09944° зх. д. (34.662141, -95.099369).  За даними Бюро перепису населення США в 2010 році місто мало площу 0,63 км², з яких 0,62 км² — суходіл та 0,00 км² — водойми.

## Демографія
Згідно з переписом 2010 року, у місті мешкало 106 осіб у 43 домогосподарствах у складі 31 родини. Густота населення становила 169 осіб/км².  Було 62 помешкання (99/км²).
Расовий склад населення:
| - 60,4 % — білих - 22,6 % — корінних американців - 0,9 % — чорних або афроамериканців |

До двох чи більше рас належало 15,1 %. Частка іспаномовних становила 0,9 % від усіх жителів.
За віковим діапазоном населення розподілялося таким чином: 18,9 % — особи молодші 18 років, 61,3 % — особи у віці 18—64 років, 19,8 % — особи у віці 65 років та старші. Медіана віку мешканця становила 38,0 року. На 100 осіб жіночої статі у місті припадало 100,0 чоловіків;  на 100 жінок у віці від 18 років та старших — 109,8 чоловіків також старших 18 років.
Середній дохід на одне домашнє господарство  становив 30 696 доларів США (медіана — 28 125), а середній дохід на одну сім'ю — 40 067 доларів (медіана — 38 750). За межею бідності перебувало 13,6 % осіб, у тому числі 5,9 % дітей у віці до 18 років та 11,1 % осіб у віці 65 років та старших.
Цивільне працевлаштоване населення становило 18 осіб. Основні галузі зайнятості: освіта, охорона здоров'я та соціальна допомога — 50,0 %, публічна адміністрація — 11,1 %, науковці, спеціалісти, менеджери — 11,1 %.